# 1716
- Wikisource

| Calendário gregoriano                                                        | 1716 MDCCXVI                        |
| Ab urbe condita                                                              | 2469                                |
| Calendário arménio                                                           | 1165 – 1166                         |
| Calendário bahá'í                                                            | -128 – -127                         |
| Calendário budista                                                           | 2260                                |
| Calendário chinês                                                            | 4412 – 4413 Início a 24 de janeiro  |
| Calendário copta                                                             | 1432 – 1433                         |
| Calendário etíope                                                            | 1708 – 1709                         |
| Calendários hindus - Vikram Samvat - Calendário nacional indiano - Cáli Iuga | 1771 – 1772 1637 – 1638 4816 – 4817 |
| Calendário Holoceno                                                          | 11716                               |
| Calendário islâmico                                                          | 1128 – 1129                         |
| Calendário judaico                                                           | 5476 – 5477                         |
| Calendário persa                                                             | 1094 – 1095                         |
| Calendário rúnico                                                            | 1966                                |
| Calendário solar tailandês                                                   | 2259                                |

1716 (MDCCXVI, na numeração romana) foi um ano bissexto, de 366 dias, do Calendário Gregoriano, as suas letras dominicais foram  E e D, teve 53 semanas, teve início a uma quarta-feira, e terminou a uma quinta-feira.
| Ano completo                           |
| -------------------------------------- |
| Ano bissexto com início à quarta-feira |

## Nascimentos
- Antoine-Joseph Pernety, escritor francês (m. 1801)

## Mortes
- 26 de Março - Johann Friedrich Gleditsch, foi  editor, publicador e livreiro alemão (n. 1653).
- 5 de Agosto - Siladar Damate Ali Paxá, Grão-vizir otomano (n. 1667).
- 14 de Novembro - Gottfried Wilhelm Leibniz, filósofo, cientista, matemático, diplomata e bibliotecário alemão (n. 1646).